# Manhunt International 2016
Manhunt International 2016 là cuộc thi Manhunt International lần thứ mười bảy được tổ chức tại Thâm Quyến, Trung Quốc vào ngày 29 tháng 10 năm 2016. Patrik Sjöö đến từ Thụy Điển đăng quang ngôi vị Manhunt International.

## Kết quả
| Thứ hạng                   | Thứ hạng | Thứ hạng | Thứ hạng |
| Hạng                       | Thí sinh |          |          |
| -------------------------- | --- | -------- | -------- |
| Manhunt International 2016 | - Thụy Điển - Patrik Sjöö |          |          |
| Á vương 1                  | - Hồng Kông - Ba Te Er |          |          |
| Á vương 2                  | - Anh - Christopher Bramell |          |          |
| Á vương 3                  | - Angola - Mauricio Eusébio |          |          |
| Á vương 4                  | - Brasil - Ramon Pissaia |          |          |
| Top 16                     | - Cộng hòa Dominica - Digno Guerrero - Đức - Marvin Osei - Guam - Jon Kanemoto - Liban - Bilal Zaweel - Nga - Andrey Kharkovskiy - Philippines - Don Mcgyver Cochico - Slovakia - Kristian Kucera - Tây Ban Nha - Francisco Regadera - Thái Lan - Phiratthaphong Mooltribut - Trung Quốc - Tian Zeyu - Venezuela - Francisco Gil |          |          |
| Lục địa                    | |          |          |
| Lục địa                    | Thí sinh |          |          |
| Manhunt Asia & Oseania     | - Trung Quốc - Tian Ze Yu |          |          |
| Manhunt America            | - Cộng hòa Dominica - Digno Guerrero |          |          |
| Manhunt Africa             | - Angola - Maurício Eusébio |          |          |
| Manhunt Europe             | - Đức - Marvin Osei |          |          |
| Giải thưởng đặc biệt       | |          |          |
| Giải thưởng                | Thí sinh |          |          |
| Mister Congeniality        | - Perú - Álvaro Paz |          |          |
| Mister Fotogenic           | - Hồng Kông - Ba Te Er |          |          |
| Mister Popular             | - Thái Lan - Phiratthaphong Mooltribut |          |          |
| Best Body                  | - Singapore - Muhammad Fuad |          |          |
| Best National Costume      | - Thái Lan - Phiratthaphong Mooltribut |          |          |
| Giải thưởng khác           | |          |          |
| Giải thưởng                | Thí sinh |          |          |
| Mister Charming            | - România - Cristian Paraschiv |          |          |
| Mister Masculine Charming  | - Séc - Jan Caha |          |          |
| Mister Figure              | - New Zealand - Francisco Gil |          |          |
| Mister Sunshine Face       | - Fernando de Noronha - André Capalonga |          |          |
| Mister Personal            | - Venezuela - Francisco Gil |          |          |
| Mister Sexy Model          | - Đan Mạch - Sy Lee |          |          |
| Mister Fashion Model       | - Hồng Kông - Ba Te Er |          |          |
| Mister Comercial Model     | - Ma Cao - Yu Xia Yang |          |          |
| Best Catwalk               | - Guam - Jon Kanemoto |          |          |
| Best Picture               | - Mông Cổ - Namjildorj Gan-Orchir |          |          |
| Best Stage TV Movie        | - Hàn Quốc - Han Sangheon |          |          |
| Best Performance           | - Angola - Maurício Eusébio |          |          |

## Các thí sinh
43 thí sinh dự thi.
| Quốc gia/vùng lãnh thổ | Thí sinh                        |
| ---------------------- | ------------------------------- |
| Angola                 | Maurício Eusébio                |
| Anh                    | Christopher Joseph Bramell      |
| Ấn Độ                  | Gurmehar Singh Grewal           |
| Ba Lan                 | Mateusz Petromichelis           |
| Brasil                 | Ramon do Valle Pissala          |
| Bulgaria               | Nikolay Yovkov Cholakov         |
| Costa Rica             | Daniel Antonio Alfaro Barrantes |
| Cộng hòa Dominica      | Digno Guerrero Chalas           |
| Đan Mạch               | Le Quoc Sy                      |
| Đức                    | Marvin Osei                     |
| El Salvador            | David Daniel Montiel            |
| Fernando de Noronha    | André Felipe Grassi Capalonga   |
| Guam                   | Jon Kanemoto                    |
| Hà Lan                 | Maikey Evers                    |
| Hàn Quốc               | Han Sang-heon                   |
| Hồng Kông              | Ba Te Er                        |
| Indonesia              | Iwan Bigwanto                   |
| Đảo Jeju               | Choi Duck-won                   |
| Liban                  | Bilal Zaweel                    |
| Ma Cao                 | Yu Xia-yang                     |
| Malaysia               | Chung Hon Ken                   |
| México                 | Raúl Rodrigo Goytortua          |
| Mông Cổ                | Namjildorj Gan-Ochir            |
| Myanmar                | Moe Thu Ya Hywe                 |
| Nepal                  | Anoop Bikram Shahi              |
| New Zealand            | Michael Bureta                  |
| Nga                    | Andrey Kharkovskiy              |
| Nhật Bản               | Hiroyuki Otsuka                 |
| Perú                   | Álvaro Paz-López Montero        |
| Philippines            | Don McGyver Licup Cochico       |
| România                | Cristian Daniel Paraschiv       |
| Séc                    | Jan Caha                        |
| Siberia                | Ruslan Shcherbinin              |
| Singapore              | Muhammad Fuad Bin Al-Hakim      |
| Síp                    | Charis Ioannou                  |
| Slovakia               | Kristián Kučera                 |
| Sri Lanka              | Gayan Harshapriya Krawege       |
| Tây Ban Nha            | Francisco Regadera Cortés       |
| Thái Lan               | Phiratthaphong Mooltribut       |
| Thụy Điển              | Patrick Sjöö                    |
| Trung Quốc             | Tian Zeyu                       |
| Venezuela              | Francisco Antonio Gil Riera     |
| Việt Nam               | Vũ Hoàng Tuấn                   |